# 加納弘勝
加納弘勝（かのう ひろまさ、1945年6月10日- ）は、日本の中東学者、津田塾大学名誉教授。

## 略歴
岐阜県生まれ。1971年東京大学大学院社会学研究科修士課程修了。アジア経済研究所を経て、津田塾大学教授。2016年定年、名誉教授となる。専門は社会学。近年はビーズを研究している。

## 著書
- 『イラン社会を解剖する』 (オリエント選書）東京新聞出版局 1980
- 『中東イスラム世界の社会学 第三世界における都市と文化と社会統合』有信堂高文社 1989
- 『第三世界の比較社会論』有信堂高文社 1996
- 『旅する人の地域研究 ビーズ・織物・影絵の語る現代世界』文化書房博文社 2005
- 『世界のビーズ・地域の織物 人びとの願いとアイデンティティ』文化書房博文社 2011

### 共編著
- 『イラン1940-1980 現地資料が語る40年』駒野欽一共著 中東調査会 1982
- 『第三世界の人口移動と都市化』 (アジアを見る眼）柴田徳衛共編 アジア経済研究所 1983
- 『第三世界の都市問題』柴田徳衛共編 アジア経済研究所 1986
- 『トルコの都市と社会意識』R.ケレシュ共著 アジア経済研究所 1990
- 『中東の民衆と社会意識』編 アジア経済研究所 1991
- 『リーディングス日本の社会学 18 発展途上国研究』山口博一共編 東京大学出版会 1997
- 『アジア社会の構造変動と新中間層の形成』古屋野正伍,北川隆吉共編 こうち書房 2000
- 『地域研究入門 4』 (社会学研究シリーズ 理論と技法）奥山眞知共編著 文化書房博文社 2000
- 『東アジアと日本社会』(国際社会）小倉充夫共編 東京大学出版会 2002
- 『国際社会』 (講座社会学）小倉充夫共編 東京大学出版会 2002
- 『変容する日本社会と文化』 (国際社会）宮島喬共編 東京大学出版会 2002
- 『変貌する「第三世界」と国際社会』 (国際社会）小倉充夫共編 東京大学出版会 2002
- 『アジア社会と市民社会の形成 その課題と展望』(アジア社会研究会年報）小倉充夫, 竹内隆夫, 田巻松雄,北原淳,北川隆吉共編 文化書房博文社 2009
- 『「国際化」する地域研究』大島美穂共編 文化書房博文社 2009

## 論文
- <加納弘勝